# Ассебург, Ахац Фердинанд
Ассебург, барон Ахац Фердинанд — дипломат.

## Биография
Родился в Хальберштадтском княжестве, в Мейсдорфе — имении  принадлежавшем Ассебургскому роду.
Окончив курс в Иенском университете, он поступил, в 1744 г., на службу к Фридриху Гессен-Кассельскому.
В качестве советника, он состоял при посольстве в Мюнхене и жил зимой 1749—1750 гг. в Париже, где познакомился с датским послом при французском дворе бароном Бернсторфом. По предложению последнего, он перешёл на датскую службу и был назначен в 1754 году послом при шведском дворе, где оставался до 1760 года. Два года он был в отставке, потом, в 1762 году назначен послом в Берлине, чтобы вести переговоры относительно голштинских дел с русским посланником бароном Корфом и голштинским тайным советником Сальдерном. Смерть Петра III прекратила эти переговоры.
В 1764 году он был назначен послом в Штутгарте, а в 1765 — посланником в Петербурге. Главной целью его посольства был голштинский вопрос. Наконец, был заключен, в 1768 году, предварительный трактат с Данией, по которому Россия, уступая Дании Шлезвиг и Голштинию, приобретала взамен графства Ольденбург и Дельменгорст; окончательный же трактат был подписан только в 1773 году. Расслабленное здоровье заставило его, по заключении трактата, просить об увольнении от занимаемой им должности. Один год он жил в отставке, потом был назначен вновь посланником в Штутгарте. В 1771 году он оставил датскую службу, чтобы вступить, в том же году, по предложению графа Панина, с чином действительного тайного советника, на русскую службу. Уже в Стокгольме он познакомился с графом Паниным, а в Петербурге так понравился Екатерине II, что она поручила ему, при его отъезде из России, приискать великому князю Павлу Петровичу невесту. Выбор Ассебурга остановился на принцессе Вильгельмине Гессен-Дармштадтской, впоследствии великой княгине Наталии Алексеевне.
После обручения великого князя, Екатерина пожаловала Ассебургу в 1773 году орден Святого Александра Невского и назначила его уполномоченным министром при сейме в Регенсбурге. В этой должности он оставался до 1792 года.
Его записки изданы Варнгагеном фон Энзе в Берлине в 1842 г. (Denkwürdigkeiten etc).

## Источник
- Феттерлейн К. Ассебург, Ахац Фердинанд // Русский биографический словарь : в 25 томах. — СПб.—М., 1896—1918.